# GOLDEN ROAD 〜BEST〜
『GOLDEN ROAD 〜BEST〜』（ゴールデン・ロード ベスト）は、2007年3月28日にリリースされた、ロードオブメジャー初のベスト・アルバムである。

## 概要
アルバムとしては1年7ヶ月ぶり、初のベスト・アルバムである。
デビューシングル「大切なもの」から「PLAY THE GAME」までのシングル10曲、C/W曲、アルバム収録曲、全19曲で構成されている。
初回盤と通常盤の2形態で発売。「ジャケット違い（初回盤はジャケット文字が光る）、初回盤は+DVD（5万枚限定生産）、通常盤は限定フォトカード（5セットあり1セット3枚入・ランダム封入）」

## 収録曲
DISC 1(CD)
1. 大切なもの
初出「大切なもの」（2002年8月28日）
2. 雑走
初出「雑走/足跡」（2003年1月22日）
3. 僕らだけの歌
初出「僕らだけの歌」（2003年8月6日）
4. 君がため
初出『ROAD OF MAJOR』（2003年9月24日）
5. 心絵
初出「心絵」（2004年11月17日）
6. 偶然という名の必然
初出「偶然という名の必然」（2005年2月16日）
7. 親愛なるあなたへ...
初出「親愛なるあなたへ...」（2005年4月27日）
8. 蒼天に向かって
初出「蒼天に向かって」（2005年7月27日）
9. さらば碧き面影
初出「さらば碧き面影」（2006年2月8日）
アルバム初収録。
10. ENERGY
初出「ENERGY」（2006年5月31日）
アルバム初収録。
11. apasionado
初出「親愛なるあなたへ...」（2005年4月27日）
アルバム初収録。
12. はじまりの場所
初出「大切なもの」（2002年8月28日）
アルバム初収録。
13. row,row,row
初出『ROAD OF MAJOR』（2003年9月24日）
14. スコール
初出『ROAD OF MAJOR』（2003年9月24日）
15. 風歌
初出「親愛なるあなたへ...」（2005年4月27日）
16. Evolving!!
初出『ROAD OF MAJOR II』（2005年8月24日）
17. 月の葉書
初出「偶然という名の必然」（2005年2月16日）
18. PLAY THE GAME
初出「PLAY THE GAME」（2007年2月7日）
アルバム初収録。
19. 僕らの夜明け前
初出「ENERGY」（2006年5月31日）
アルバム初収録。

DISC 2(DVD)＜5万枚完全初回限定盤＞「花火と情熱!打ち上げナイトっ!!2006」06,8,25中野サンプラザ＜DIGEST＞
1. Sunny Road March
2. ARI AND NAI 2006
3. 僕らだけの歌
4. 雑走
5. 風歌
6. はじまりの場所
7. 足跡
8. 僕らの夜明け前
9. 蒼天に向かって
10. 心絵
11. さらば碧き面影
12. 偶然という名の必然
13. KODOU
14. row,row,row
15. Evolving!!
16. 未来の君よ、あの日の君よ
17. 君がため
18. ENERGY
19. 親愛なるあなたへ...
20. スコール
21. 大切なもの